# Jardín Botánico de Wilhelmshaven
El Jardín Botánico de Wilhelmshaven (en alemán: Botanischer Garten der Stadt Wilhelmshaven) es un jardín botánico de 6000 m² de extensión, de administración municipal en Wilhelmshaven, Alemania. 

## Localización
Botanischer Garten der Stadt Wilhelmshaven Neuengrodener Weg 26, Wilhelmshaven, Niedersachsen, Deutschland-Alemania.
Planos y vistas satelitales.53°32′18.24″N 8°7′28.92″E / 53.5384000, 8.1247000
Se encuentra abierto a diario durante los meses cálidos del año. La entrada es gratuita. 

## Historia
El jardín botánico fue fundado en 1947 en el terreno de la escuela Grodenschule que había sido destruida por bombas durante la Segunda Guerra Mundial. Fue cerrado en 2015 y reinaugurado en la presente ubicación en 2017.

## Colecciones
Su colección más importante representa las plantas típicas de Alemania norteña, incluyendo hábitat de brezos, dunas, bosques, campos de cultivo, y charcas. 
Entre sus secciones,
- Plantas medicinales
- Plantas ornamentales
- Zonas temáticas

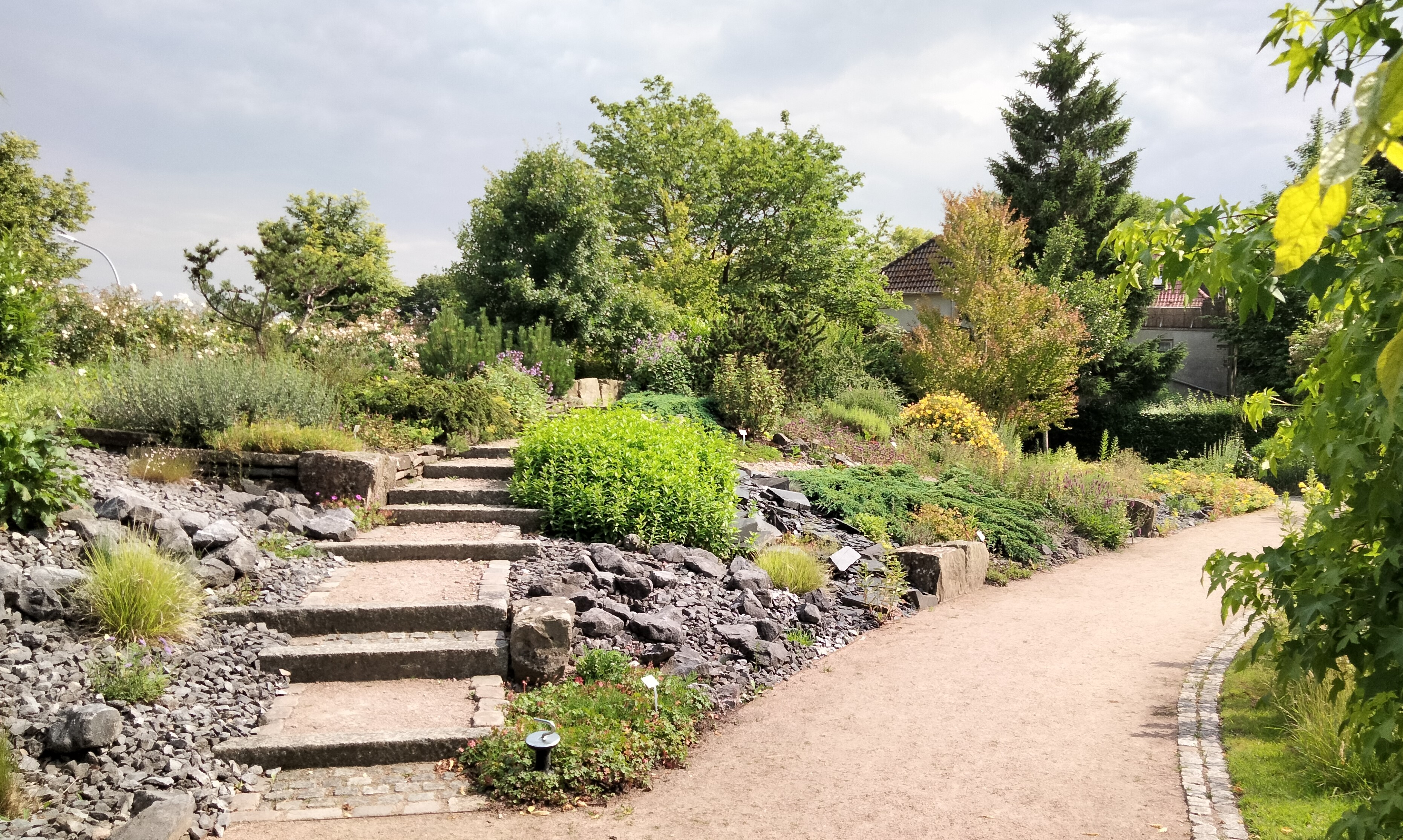
Jardín Botánico 2024

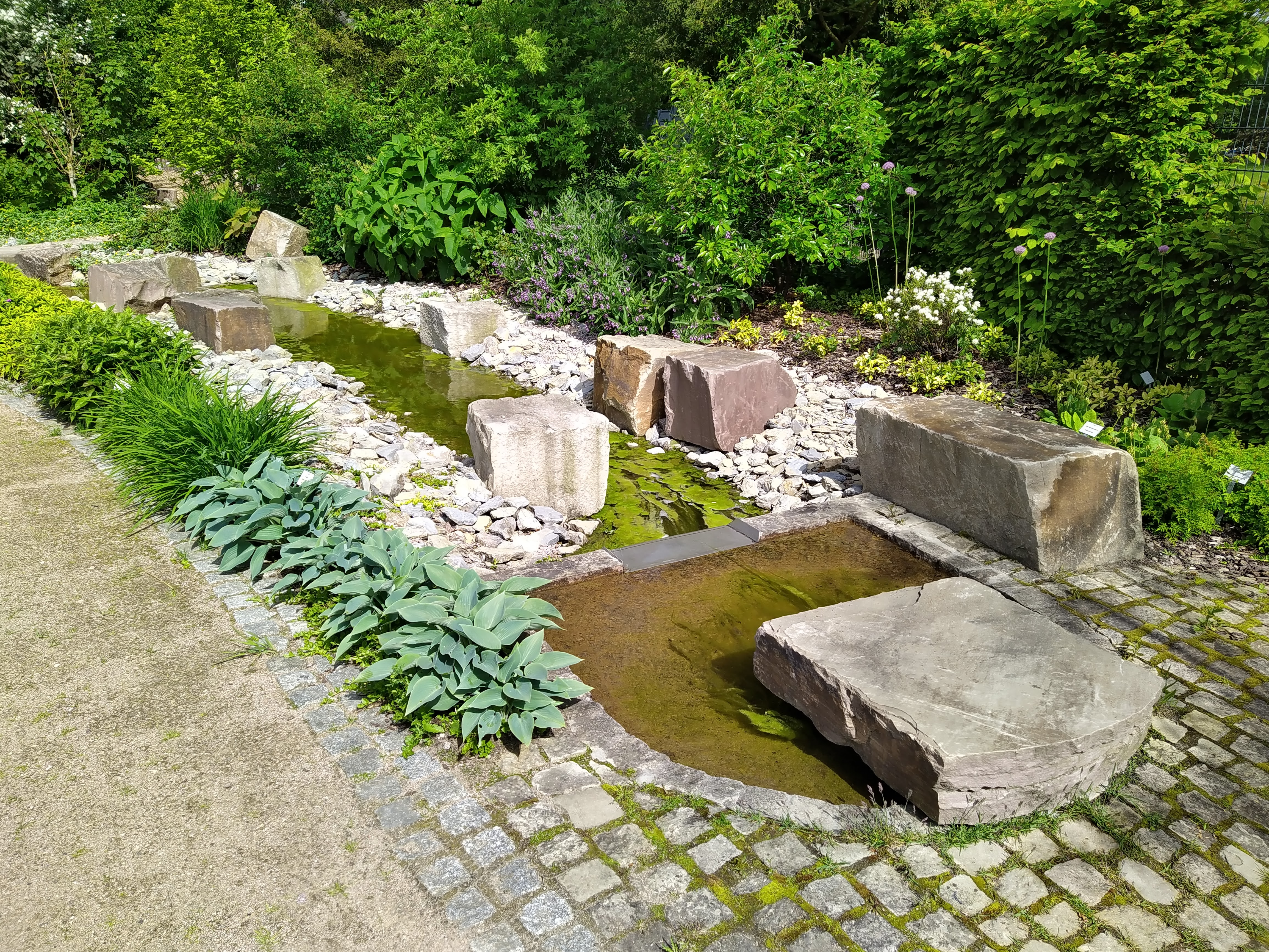
Jardín Botánico en 2024

- Invernaderos, con plantas del Mediterráneo, tropicales, y subtropicales incluyendo plantas del café, cacao, bananas, caña de azúcar, arroz, plantas carnívoras, plantas suculentas, bromelias epifítas, orquídeas, y Victoria cruziana.